# Papparapa'
Papparapa' è un singolo del rapper italiano Nerone, pubblicato il 26 aprile 2017 in collaborazione con i rapper Gemitaiz e Salmo come primo e unico estratto dall'album di debutto Max.

## Tracce
1. Papparapa' – 4:06